# 캐나다 총독
캐나다 총독(영어: The Governor General of Canada, 프랑스어: Gouverneur général (남) / Gouverneure générale (여))은 캐나다에서 영국의 국왕인 찰스 3세의 대리자이자 국가원수다. 공식 직함명은 '캐나다 내외의 총독 겸 총사령관(The Governor General and Commander-in-Chief in and over Canada)'이다.

## 개요
총독은 총리의 조언에 따라 국왕이 임명하며, 만약 국왕이 이 조언을 받아들이지 않으면 심각한 헌법적 문제가 발생한다. 1950년대 이전에는 영국 출신을 임명했고, 그 이후로는 캐나다인이 담당하고 있으며, 영어 사용권 출신자와 프랑스어 사용권 출신자가 번갈아 맡고 있다. 임기는 기본적으로 5년이지만 수상의 조언에 따라 국왕이 임기를 늘일 수 있다.
법적으로 모든 권력은 현재 국왕에게 있으나, 실제로는 총독이 캐나다 내에서 국왕의 역할을 대행하고 있다. 캐나다 의회에서 통과된 모든 법은 총독을 통해 왕실의 승인을 받아야 하며, 총독은 캐나다군의 총사령관 역할을 한다.
총독 관저는 온타리오주 오타와에 위치한 리도 홀이며, 총독은 전통적으로 매년 몇 주 정도를 퀘벡 시의 시타델에서 보낸다.

## 역사
우주비행사 출신인 쥘리 파예트는 2017년 10월 2일에 취임하였으나 2021년 1월 22일 사임하였다.
하루 뒤 캐나다 대법원장인 리처드 바그너가 임시로 임무를 수행하였다.

## 역할
총독의 역할은 기본적으로 캐나다를 방문하는 외국 요인들을 위한 연회에 참가하거나, 특별한 시상식 등에 참가해 메달과 상을 건네주는 것이다. 캐나다 기사단의 후원자이기도 하며, 위에 설명한 대로 국왕을 대신해 전군 총사령관의 역할도 수행한다. 총독은 의회의 회의가 시작될 때마다 수상에 의해 쓰여진 캐나다 정부의 의사일정이 담긴 연설문을 읽는다.

## 같이 보기
- 리도 홀
- 캐나다의 총독 목록
- 캐나다의 군주제
- 캐나다의 부총독
- 추밀원
- 캐나다의 대리총독(영어판)